# Římskokatolická farnost Moravské Prusy
Římskokatolická farnost Moravské Prusy je územní společenství římských katolíků s farním kostelem svatého Jiří v děkanátu Vyškov.

## Historie farnosti
První zmínka o obci pochází z roku 1349. Původní kostel, o kterém je první písemný doklad z roku 1384, vyhořel v roce 1700, nový byl postaven roku 1733.

## Duchovní správci
Administrátorem excurrendo byl od července 2010 R. D. Mgr. Boguslaw Jan Jonczyk. Od února 2017 ho vystřídal R. D. Mgr. Krzystof Florian Jonczyk.

## Bohoslužby
| Kostel       | Místo          | Bohoslužba (den) | Hodina     | Poznámka     |
| ------------ | -------------- | ---------------- | ---------- | ------------ |
| svatého Jiří | Moravské Prusy | neděle čtvrtek   | 8.00 17.30 | farní kostel |

## Aktivity ve farnosti
Farnost se pravidelně zapojuje do akce Tříkrálová sbírka. V roce 2018 se při ní vybralo 21 797 korun.